# Wereldkampioenschappen boogschieten 1947
De wereldkampioenschappen boogschieten 1947 waren door de Fédération Internationale de Tir à l'Arc (FITA) georganiseerde kampioenschappen voor boogschutters. De 11e editie van de wereldkampioenschappen vond plaats in de Tsjechoslowaakse hoofdstad Praag van 12 tot en met 19 augustus 1947.

## Medailles

### Recurve
| Onderdeel             | Goud | Goud                                        | Zilver | Zilver                                                   | Brons | Brons                                                          |
| --------------------- | ---- | ------------------------------------------- | ------ | -------------------------------------------------------- | ----- | -------------------------------------------------------------- |
| Mannen (individueel)  | SWE  | Hans Deutgen                                | TCH    | Václav Karola                                            | TCH   | Josef Brejcha                                                  |
| Mannen (team)         | TCH  | Josef Brejcha Václav Karola Josef Kasal     | DEN    | Ove Hansen Sigfred Smed Einar Tang-Holbek Arne Vangbaeck | SWE   | Hans Deutgen Gunnar Karlsson B. Sandberg Erik Trolle           |
| Vrouwen (individueel) | POL  | Janina Kurkowska                            | DEN    | Astrid Trølsen                                           | GBR   | Petronella Burr                                                |
| Vrouwen (team)        | DEN  | Ellen Jensen Sofia Rasmussen Astrid Trølsen | FRA    | Adam Collete Beday Irène Cruypenninck                    | GBR   | Petronella Burr Philome Dames Sylvia Macquoid Louise Nettleton |

### Medaillespiegel
| Plaats | Land                | Goud | Zilver | Brons | Totaal |
| 1      | Denemarken          | 1    | 2      | 0     | 3      |
| 2      | Tsjecho-Slowakije   | 1    | 1      | 1     | 3      |
| 3      | Zweden              | 1    | 0      | 1     | 2      |
| 4      | Polen               | 1    | 0      | 0     | 1      |
| 5      | Frankrijk           | 0    | 1      | 0     | 1      |
| 6      | Verenigd Koninkrijk | 0    | 0      | 2     | 2      |
| Totaal | Totaal              | 4    | 4      | 4     | 12     |